# عبده حكمي
عبده حكمي، لاعب كرة قدم سعودي .
بدأ مشواره مع نادي القادسية سنة 2000 كلاعب صانع ألعاب قبل أن يلعبه مدرب المنتخب الأولمبي في مركز المحور
ولمع نجمعه مع المجموعة المميزة التي كانت تمثل الفريق في ذلك الوقت مثل ياسر القحطاني وسعيد الودعاني وسعود كريري وزكريا الهداف
وساهم مع الفريق القدساوي في المنافسة على الدوري والكاس وكذلك في إعادة النادي للممتاز سنة 2009
تم اعارته موسم 2005 لتمثيل نادي الاتحاد
وكذلك تم اعارته لتمثيل التعاون موسم 2010م وثم اعارته لتمثيل نادي الرائد موسم 2010م-2011م
لعب بعدها لأندية هجر و التعاون و الاتفاق و النهضة و نادي الثقبة و نادي الترجي.

## روابط خارجية
- عبده حكمي على موقع الاتحاد الدولي (مؤرشف)  (الإنجليزية)
- عبده حكمي على موقع قاعدة بيانات كرة القدم.إي يو (الإنجليزية)
- عبده حكمي على موقع Soccerway.com (الإنجليزية)
- عبده حكمي على موقع كووورة